# ヒ71船団
ヒ71船団（ヒ71せんだん）は、太平洋戦争後期の1944年8月-9月に日本からシンガポールへ航海した日本の護送船団である。高速タンカー中心の優秀輸送船20隻を空母を含む艦隊で護衛した、日本としては最大級の護送船団であったが、アメリカ海軍潜水艦の襲撃で大損害を出した。日本側の死者は乗船中の陸軍将兵ら約8000人に上った。

## 背景
太平洋戦争後半の日本は、占領下にあるオランダ領東インドの油田から重要資源である石油を本土に運ぶため、シンガポールと門司の間でヒ船団と称する大型高速タンカー主体の専用護送船団を運航していた。ヒ船団は、シンガポールへの往路には奇数、門司へ帰る復路には偶数の船団番号が付されており、ヒ71船団は通算71番目（往路36番目）のヒ船団を意味する。
日本海軍の海上護衛総司令部は、アメリカ潜水艦による通商破壊に対抗するため、1944年（昭和19年）4月頃から護送船団の大規模化を図っていた。なかでもヒ船団の護衛には対潜哨戒用の空母まで投入されることとなり、空母海鷹護衛のヒ57船団を最初に本格運用が始まっていた。
また、1944年半ばになると、フィリピンへの連合軍反攻に備えるため、守備隊強化用の陸軍部隊輸送が盛んになった。これらの増援部隊を運ぶ軍隊輸送船も、途中までヒ船団に行動を共にすることが多かった。ヒ71船団の場合も、ルソン島配備予定の第26師団（同師団は7月15日附で第14軍戦闘序列編入）などを輸送することになり、本来のシンガポール直行ではなくマニラを経由する航路を選んだ。第26師団主力は8月23日のフィリピン到着を予定していた。
海上護衛総司令部としては、軍隊輸送専用の船団をヒ船団とは別に編成するほうが望ましいと考えていたが、護衛兵力の不足から合同船団とせざるを得なかった。このマニラ経由措置は、シンガポール行きの船からすれば遠回りになるだけでなく、敵機動部隊の空襲を受ける危険の増大や、船舶が集中してしまうマニラで船に提供すべき水や燃料が不足するといった弊害を生じていた。
対するアメリカ海軍は潜水艦3隻から成るウルフパックによる通商破壊を行っていた。南西諸島からルソン島周辺にかけての海域を「船団大学」と名付け、盛んに日本船団を攻撃した。アメリカ潜水艦は、優れたレーダーを装備し、特に夜間には有利に戦闘を展開していた。

## 航海の経過

### 出航から馬公まで
1944年8月8日、ヒ71船団は門司を出た。伊万里湾に立ち寄って陣容を整えた後に、8月10日、あらためて出航した。このときの編成は、タンカー8隻（海軍給油艦速吸を含む）、陸軍特殊船3隻、客船・貨物船8隻および海軍給糧艦伊良湖であった。いずれも優秀船で、最高速力15ノット以上で航行可能だった。陸軍特殊船や客船・貨物船の多くには陸軍部隊が軍需物資とともに満載されており、タンカーの一部にまで便乗していた。輸送兵力は、部隊として35,000名と便乗者2,600名、計37,600名、比島転用の重砲隊であった。
これら合計20隻の輸送船を、空母大鷹、夕雲型駆逐艦藤波（第32駆逐隊）、神風型駆逐艦夕凪（第30駆逐隊）、海防艦5隻（平戸、倉橋、御蔵、昭南、第11号）が護衛した。大鷹は今回が3度目の船団護衛任務で、対潜哨戒用に第931海軍航空隊所属の九七式艦上攻撃機12機を搭載していた。船団の指揮は、海防艦平戸を旗艦とする第6護衛船団司令部（司令官：梶岡定道少将）が執った。護衛艦は、4列縦隊を組んだ輸送船の周囲を取り囲むように航行した。大鷹と直衛2隻（藤波、夕凪）は船団後方に位置した。
出航から半日後、陸軍特殊船吉備津丸（日本郵船、9,574トン）の機関が故障、同船は離脱して長崎港に向かった。東支那海を横断し、舟山群島を経て中国大陸沿岸を南下。12日夜～13日にかけて天候が悪化し、船団は暴風雨（台風接近の予想あり）を避けるため航路を変更。8月15日夕刻、台湾と中国大陸間の台湾海峡に浮かぶ澎湖諸島の馬公に寄港した。馬公で、給糧艦「伊良湖」など輸送船4隻が別行動をとることになった。さらに、ヒ71船団の重要度の高さにかんがみ、潜水艦襲来の危険が大きな、台湾とバタン諸島間のバシー海峡から南シナ海の突破に万全を期すため、第一海上護衛隊より第三掃蕩小隊の駆逐艦朝風と海防艦4隻（択捉、松輪、佐渡、日振）が護衛に追加された。

### ルソン島沖の戦闘
8月17日朝、輸送船15隻と護衛艦13隻の編制になったヒ71船団は、馬公を出発した。18日明け方、船団は哨戒中の米潜水艦レッドフィッシュに発見された。レッドフィッシュは付近にいた友軍潜水艦に獲物の到来を通報した。
同日、船団は最も危険と見られる、バタン諸島とルソン島間のルソン海峡を目視警戒に有利な日中のうちに通り抜けようとしていた。しかし、午前5時半ころ、北緯20度28分 東経121度04分 / 北緯20.467度 東経121.067度の地点でタンカー永洋丸（日本油槽船、8,674総トン　独立混成第56旅団等354名、航空機8、ドラム缶若干）が魚雷1発を受けた。これは、レッドフィッシュの攻撃だった。永洋丸は沈没を免れたものの、便乗中の独立混成第56旅団の将兵35人が戦死した。損傷した永洋丸は船団から分離され、駆逐艦夕凪の護衛で高雄に入港した。
大鷹は、搭載機を発進させて周囲の警戒を開始した。上空警戒機が飛行している間は潜水艦の出現が無くなったが、日没が来ると母艦に収容しなくてはならなかった。ルソン海峡航行中、船団の隊形は輸送船が2列縦隊で並び、周囲を護衛艦が取り巻く形に変わっていた。
18日夜に入り、船団は速力を16ノットまで上げてルソン島沿岸を目指した。なんとかルソン島北西岸に近づいたところで、天候が急変して風速12mの暴風雨となった。視界の悪化で対潜監視は困難な状態となり、船団の隊形も次第に乱れた。一方、レッドフィッシュの通報で集まったアメリカ潜水艦は、レーダーを活用して日本船団に忍び寄り攻撃を開始した。午後10時20分頃、船団最後尾の空母大鷹が北緯18度12分 東経120度22分 / 北緯18.200度 東経120.367度付近を差し掛かったところで、潜水艦ラッシャーから真っ先に雷撃された。大鷹は航空機用ガソリンタンクと重油タンクに引火して大爆発を起こす。被雷より約30分後に沈没した。

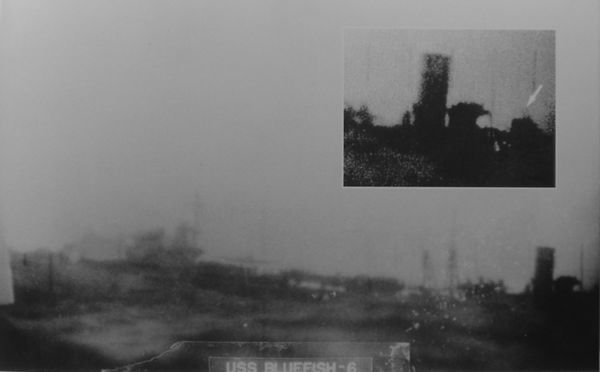
潜水艦ブルーフィッシュが潜望鏡越しに撮影した、沈没寸前の給油艦速吸。

大鷹の轟沈は船団各船を動揺させた。船団は直ちに退避行動に移ったが、視界不良かつ無灯火のため隊形は崩壊した。ヒ71船団の進行方向左側にはルソン島があって座礁の危険性があり、右側（沖合）にはアメリカ潜水艦が待ち構えるという状況だった。
アメリカ潜水艦群は、1隻ずつバラバラになって全速で逃げる日本輸送船をレーダーを駆使して追跡し、夜明けまでに次々と襲撃した。
午後11時10分に客船帝亜丸（帝国船舶、17,537総トン　南方軍補充員軍政要員等、5,190名　軍需品4,434立米）が、これもラッシャーによって撃沈されたのを皮切りに、同じくラッシャーにより貨物船能代丸（日本郵船、7,184総トン）中破、米潜水艦ブルーフィッシュにより給油艦速吸沈没と貨客船阿波丸（日本郵船、11,249総トン　南方軍補充員等3,236名、地上兵器・航空兵器その他　計3,236立米）小破、米潜水艦スペードフィッシュにより陸軍特殊船玉津丸（大阪商船、9,590総トン　第二十六師団人員等、4,460名、隊貨物1,518立方メートル、車両42）沈没のほか、タンカー帝洋丸（日東汽船、9,850総トン）が沈没するなど大損害を出した。空船のタンカーは見逃して軍隊輸送船が狙い撃ちにされたとの解説もあるが、アメリカ側も混乱状態で選り好みする余裕はなかったとも言われる。

### マニラからシンガポールまで
梶岡少将は、生き残った艦船にルソン島北西岸のリンガエン湾サンフェルナンド沖に集結するよう命じた。19日正午頃までに集まったのは、輸送船5隻と護衛艦4隻だけであった。船団は、潜水艦の追撃を警戒して水深の浅い沿岸ギリギリを航行し、21日にマニラに入港した。その他の船はバラバラにマニラへ到着した。損傷した能代丸は接岸航路をとり、択捉に護衛されてマニラに到着した。なお、護衛部隊のうち海防艦3隻（佐渡、松輪、日振）の3隻は遭難現場に残って21日まで敵潜水艦の掃討を続けたが、戦果は無かった。対潜掃蕩をうちきり22日朝にマニラ湾に入泊しようとした際、逆に米潜水艦ハーダーとハッドの奇襲を受けて全滅した。
ヒ71船団の残存船は、損傷船やフィリピン止まりの船を除き、シンガポールを目指すことになった。改編後の船団は、追加のタンカー1隻を含めタンカー4隻およびその他輸送船2隻と小さくなり、護衛艦艇5隻（藤波、平戸、倉橋、御蔵、第二号）と駆潜艇1隻が護衛を担当した。船団の指揮は、引き続き平戸座乗の梶岡少将が執った。
8月25日夕刻にマニラを出たヒ71船団は途中で、ボルネオ島のミリ行きのタンカー1隻・駆潜艇1隻を分離し、9月1日に最終目的地のシンガポールへ到着した。この航程では特に損害はなかった。

## 結果と影響
ヒ71船団は、日本の海上護衛総司令部が全力を注いだ過去最大級の強力な護送船団であったが、結果は失敗に終わってしまった。日本軍（大本営陸軍部、海軍部、護衛部隊）は、質量ともに増大するアメリカ潜水艦の脅威を強く感じさせられた。
本船団における軍隊輸送船の被害は甚大であった。特に玉津丸は単独航行中に撃沈されて消息を絶ったため、友軍艦艇による救助を受けられず、乗船の第26師団主力など4820人中4755人（98.6%）が戦死する大惨事となった。この戦死者数は、太平洋戦争における日本の輸送船被害の中で隆西丸に次ぎ2番目に多い。帝亜丸でもシンガポール行きの陸軍補充要員ら5478人のうち、一般船客32人を含む2369人死亡、大内健二によれば乗員も含めて2654人死亡で、これも日本輸送船としては8番目に多い犠牲者数である。期待の精鋭だった第26師団は戦力が著しく低下した。第139野戦飛行場設定隊も遭難し、174名中2名のみ生還した。
その後、レイテ島の戦いが起きると多号作戦で増援に送られたが、再び海上輸送の失敗により重装備や弾薬食糧を失い、苦戦を強いられることになる。
日本海軍は、ヒ71船団がフィリピンに立ち寄る途中で損害を出したことを教訓に、ヒ船団のマニラ寄港は止めることにした。フィリピン方面向け軍隊輸送船の加入は引き続き行われたが、南シナ海上で分離してマニラへ向かう運用に変わった。
本船団でシンガポールに到着したタンカー瑞鳳丸と梶岡少将以下の護衛部隊を中心に、復路のヒ72船団が運航された。しかし、ヒ72船団も途中で大損害を出し失敗に終わっている。

## 船団の編制

### 伊万里湾出航時の編制

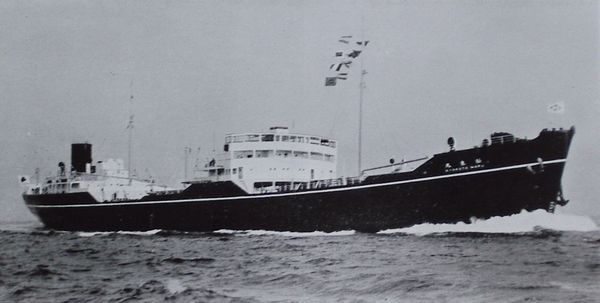
タンカー旭東丸。同船は攻撃を免れてシンガポールに無事到着した。

- 輸送船 - 船名の後に＊を付した船は、馬公で分離。
  - タンカー - 速吸（海軍給油艦）、旭東丸（海軍特設給油艦）、帝洋丸（海軍特設給油船）、あづさ丸、二洋丸＊、第2八紘丸＊、瑞鳳丸、永洋丸
  - 陸軍特殊船 - 吉備津丸、玉津丸、摩耶山丸
  - その他 - 阿波丸、帝亜丸、能代丸（海軍特設運送船）、能登丸、香椎丸、日昌丸、北海丸、鴨緑丸＊、伊良湖（海軍給糧艦）＊
- 護衛艦艇
  - 軽空母 - 大鷹（九七艦攻12機搭載）
  - 駆逐艦 - 藤波、夕凪
  - 海防艦 - 平戸（旗艦）、倉橋、御蔵、昭南、第11号海防艦

### 馬公出航時の編制
- 輸送船
  - タンカー - 速吸、旭東丸、帝洋丸、あづさ丸、瑞鳳丸、永洋丸
  - 陸軍特殊船 - 玉津丸、摩耶山丸
  - その他 - 阿波丸、帝亜丸、能代丸、能登丸、香椎丸、日昌丸、北海丸
- 護衛艦艇
  - 軽空母 - 大鷹（九七艦攻12機搭載）
  - 駆逐艦 - 藤波、夕凪、朝風
  - 海防艦 - 平戸（旗艦）、倉橋、御蔵、昭南、第11号海防艦、日振、択捉、松輪、佐渡

### マニラ出航時の編制
- 輸送船
  - タンカー - 旭東丸、あづさ丸、瑞鳳丸、旭邦丸（ミリ行き）
  - その他 - 阿波丸、北海丸
- 護衛艦艇
  - 駆逐艦 - 藤波
  - 海防艦 - 平戸（旗艦）、倉橋、御蔵、第2号海防艦
  - 駆潜艇 - 第28号駆潜艇（ミリ行き）